# Преображенська церква (Ужгород)
Преображенська церква — об'єкт культурної спадщини у місті Ужгороді, одна із найдревніших церковних будівель краю. Виникнення споруди у більшості джерел датується 18 століттям, хоча зустрічаються і ранніші згадки про церковну будівлю. З греко-католицькою церквою на Цегольні пов'язане життя багатьох діячів Ужгорода. Адреса пам'ятки: вулиця Цегольнянська, 2. Поширення набули також інші назви будівлі: Цегольнянський храм, храм на Цегольні, Свято-Преображенський храм. Є пам'яткою місцевого значення згідно з наказом, виданого управлінням культури Закарпатської ОДА. У наш час настоятелем є протоієрей Іоанн Моланич.

## Історія

### Будівля у 18-19 столітті
У 18 столітті виникла ідея щодо спорудження в Ужгороді нового храму. Згідно з ухвалою міської казни для церкви мали знайти зручне розташування та почати процес будівництва. Вибір пав на земельну ділянку, яка була на той момент у власності родини Долинаїв та розміщувалась на Цегольні. Ця подія датується 1787 роком. Коли ділянка була придбана, розпочалось будівництво, що здійснювалось завдяки сприянню міської казни. Брав участь та сприяв побудові нового храму Ужанський отець Іван Шастай. Є припущення, що освячував храм на честь Преображення Господнього єпископ Андрій Бачинський.
Згідно з історичними джерелами, побудова храму була розпочата у 1787 році і завершилась у 1802 році. Проте точну дату виникнення церкви визначити важко через розбіжності у документах та історичних джерелах. Перша згадка про церкву, яка була схожа за описом та характеристиками, датується серединою 18 століття, коли до міста Ужгорода завітав єпископ Михайло Ольшавський. Зазначається, що будівля була побудована з каменю і мала три вежі. В літописах згадується, що це була саме греко-католицька церква. Карта, датована 1763 роком підтверджує цю інформацію і свідчить про місце розташування церковної будівлі. Дані, які зустрічаються у цих історичних документах збігаються з розташуванням та плануванням Преображенської церкви. Працівники «Укрзахідпроектреставрації» провели дослідження побудови церковного об'єкту та опрацювали проєкт по заходам реставрації. Під час досліджень були виявлень факти, які свідчать про схожість наявного об'єкту та того, який згадується єпископом в історичних літописах.
Споруда була спроєктована завдяки плану, який склав архітектор Йосиф Фрідман. У деяких історичних джерелах вказується, що споруда була зведена за проєктом Й. Фрідгоффера. Церкву Преображення Ісуса Христа збудували в тому числі завдяки надходженням з казни. В документах є згадка, щодо участі у будівництві церкви родини Ляховичів, Черських та Івана Раца. 1805 року кількість вірників у Свято-Преображенській парафії перевищувала 2370 осіб. 1837 року церква згідно з декретом Папи Римського отримувала повний відпуст на свято Преображення.Середина 19 століття в історичному житті храму відзначилась подією, яка стосувалась зведення приходської школи, навчатись в якій могли діти прихожан. Педагогом цього закладу став Андрій Репай, який виступав в ролі редактора газети «Учитель» та був головою Спілки вчителів Ужанщини. Також викладав Андрій Пентек, який був регентом хору. Кількість учнів у школі змінювалась, в різні періоди її відвідувало від 60 до 150 дітей прихожан. У першій половині 19 століття настоятелем Цегольнянської церкви був просвітитель Михайло Лучкай.

### Історія церкви у 20 та на початку 21 століття
З 1802 року по 1949 рік церква була греко-католицькою. 1945 року припинила свою діяльність школа, яка функціонувала при Преображенській церкві. 1949 року храм перейшов у розпорядження православної громади, а у 1951 році Преображенську церкву взагалі закрили. Її майно було передано до Кафедрального собору, і його частина залишається там і у наші часи. В Сторожницькій церкві Св. Кирила і Мефодія опинився іконостас храму. Церковні дзвони були знищені. 1953 року церковне приміщення було передано Ужгородському державному університету, і у 1960-х роках, коли провели її перебудову, приміщення почало використовуватись як обчислювальний центр університету Ужгорода. 1989 року храм перейшов до УГКЦ, університет був перенесений з церковного приміщення і будівля церкви на Цегольні почала повертатись до звичного життя. Дії по її відновленню виконувались Мукачівською греко-католицькою єпархією разом з міською владою. На початку 1990-х років церква була передана православній громаді. В Ужгороді святкування Преображення Господнього традиційно починаються від Преображенської церкви на Цегольні.У 2012 році відбулись реставраційні роботи над церковними куполами через їх поганий стан.

## Архітектура
Поблизу храму розташовувались виноградники. Їх та церковну будівлю розмежовувала кам'яна стіна. Біля церкви був розміщений розарій та фруктовий сад. 1897 року церква була оновлена. Зовнішні та внутрішні зміни відобразились у наступному: стіни ззовні були побілені, турню покривала бляха. Розмалювали хори. Наприкінці 19 століття відбулась добудова захристії. Є припущення, що в цей час Ігнатієм Рошковичем була намальована вівтарна ікона. Існують відомості щодо ремонтних робіт, проведений у 1906 році. Свій тодішній вигляд церква зберігала до другої половини 20 століття.
У 1960-х роках була змінена структура віконних прорізів, склепіння були зруйновані та замінені на плескаті перекриття з залізобетонну. Вежа-дзвіниця, яка розташовувалась на західному фасаді, була розібрана до рівня карнизу, що оточував стіни церковного приміщення. На стінах церкви колись містились розписи, створені художником з Угорщини Ігнатієм Рошковичем. Проте вони зникли у 20 столітті.

## Галерея

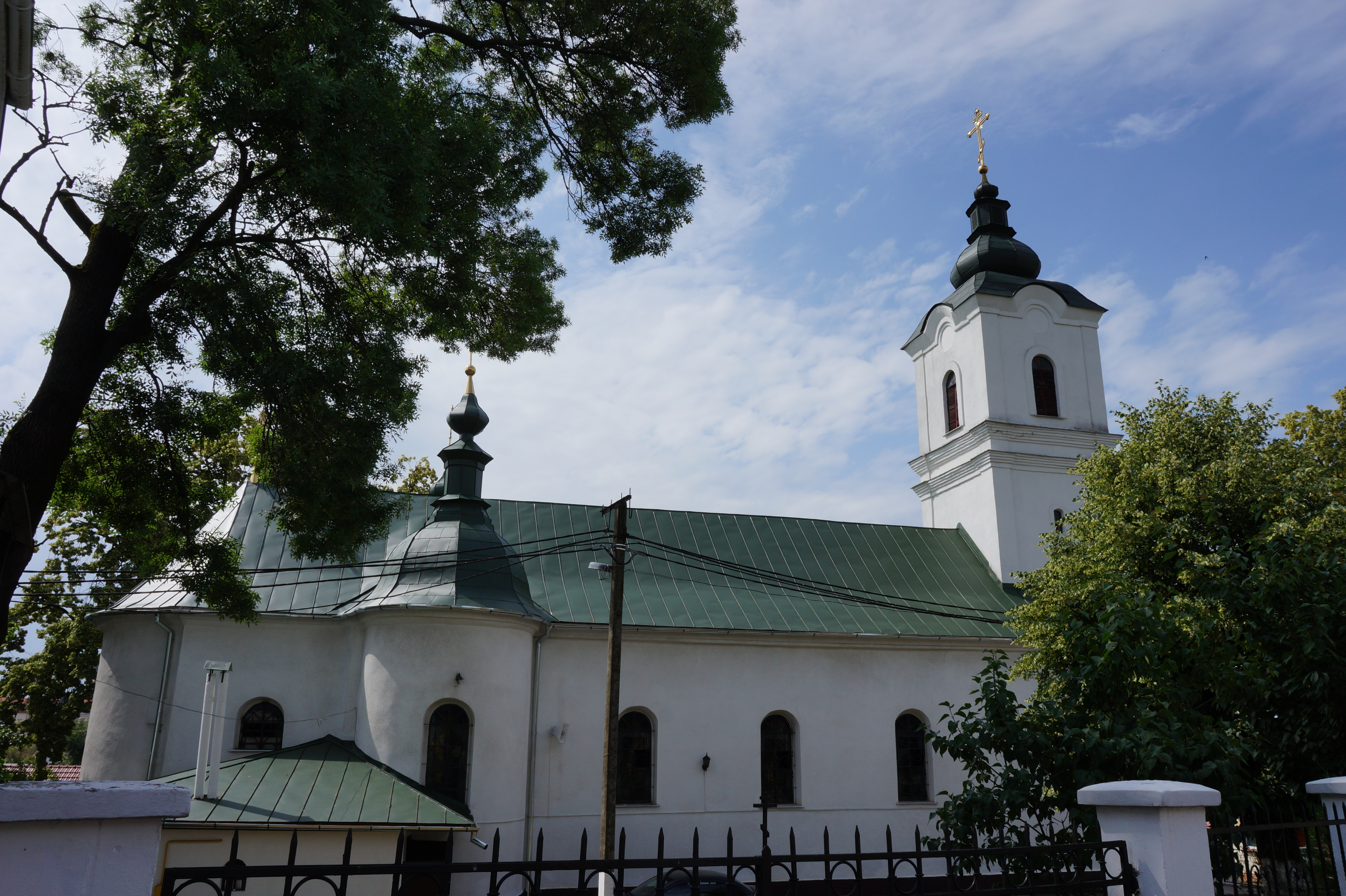
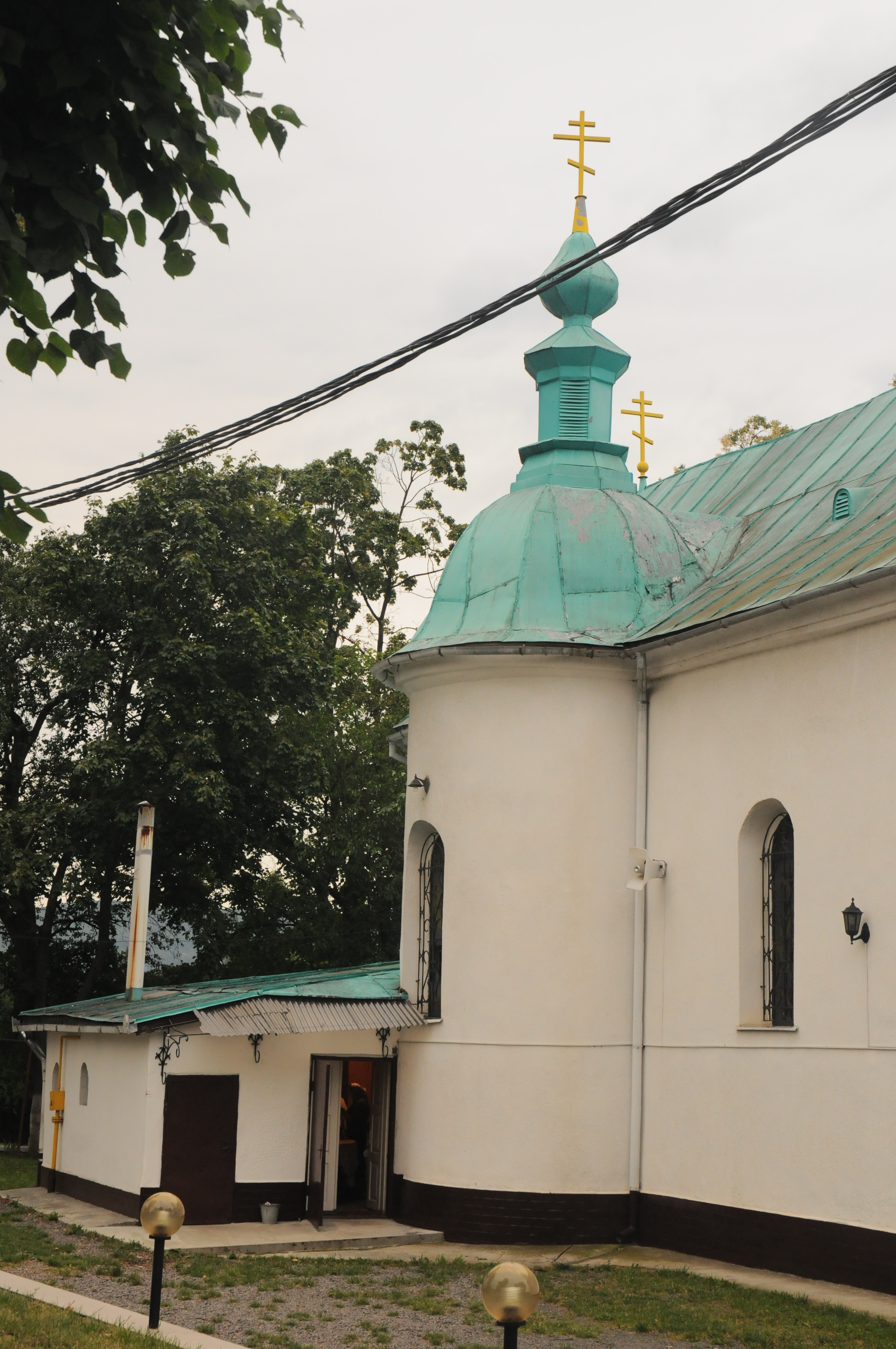